# Tipula (Emodotipula) shogun
Tipula (Emodotipula) shogun is een tweevleugelige uit de familie langpootmuggen (Tipulidae). De soort komt voor in het Palearctisch gebied.